# インダストリー4.0

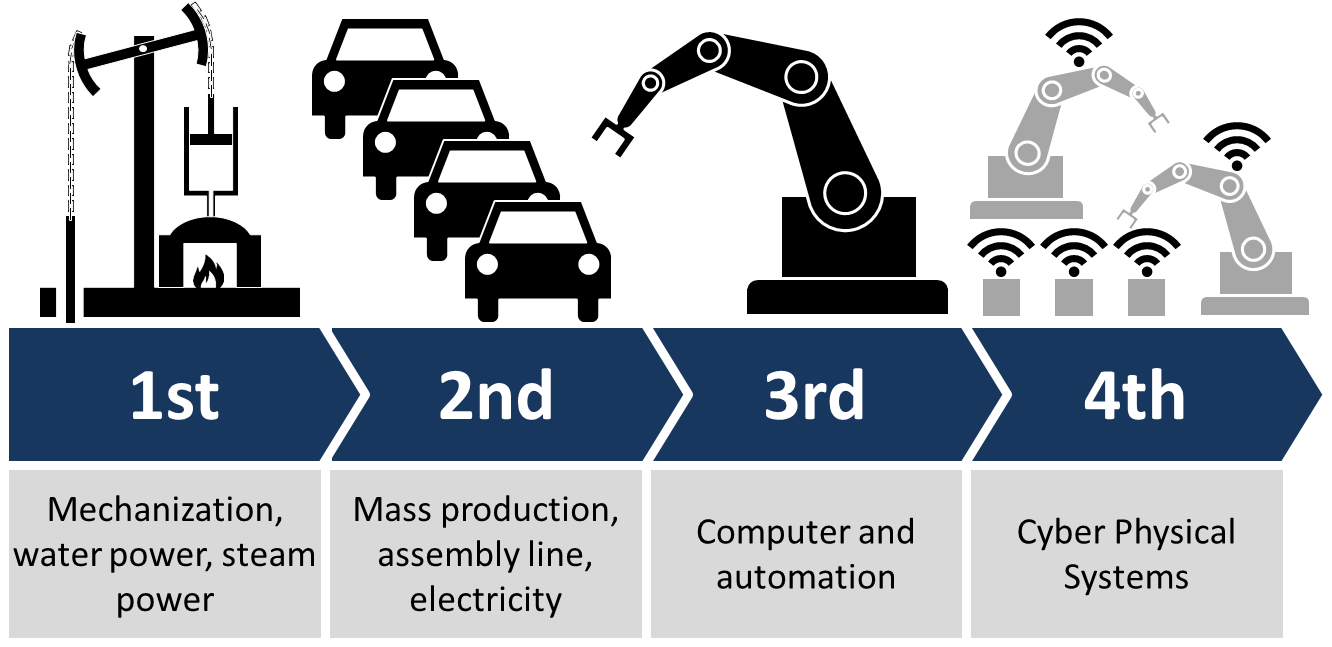
産業革命と将来展望

インダストリー4.0（英: Industry 4.0、略称: I4.0）とは、製造業におけるオートメーション化およびデータ化・コンピュータ化を目指す昨今の技術的コンセプトに付けられた名称である。具体的には、サイバーフィジカルシステム (CPS) 、モノのインターネット (IoT) 、クラウドコンピューティング、コグニティブコンピューティングなどが含まれる。インダストリー4.0は一般に第四次産業革命として言及される。

## 概要
サイバーフィジカルシステムを導入した「スマートファクトリーの実現」がインダストリー4.0の根幹である。モジュール構造化されたスマートファクトリ内部では、サイバーフィジカルシステムが現実の工程を監視制御すると共に、実世界の仮想コピー (virtual copy) を作成して分散型決定（後述）を下していく。
生産工程や流通工程のデジタル化により、生産や流通の自動化、バーチャル化を大幅に高めることで、生産コストと流通コストを極小化し、生産性を向上させることを主眼に置いている。
生産ラインの高効率化は以前から行われていたが、生産設備が機器故障によって停止することのないよう機器の故障や異常を事前に予知して保全することで生産設備の稼働率を高める予知保全なども重要なポイントとなる。IoT技術の導入によって、機器の稼働情報や設置場所の温度、湿度といった情報などをビッグデータとして集め、パフォーマンスの低下などをAIによって検出し、修理を行うことで、以前のように平均故障間隔などから行っていた保全よりも、より的確に保全が行えるようになる。

## 名称の由来
「インダストリー4.0」という用語は、I4.0や単にI4と短縮されることもあり、製造業のコンピュータ化を促進するドイツ連邦政府のハイテク戦略の中のプロジェクトに由来する。
ドイツ工学アカデミーと連邦教育科学省が2011年に発表した「インダストリー4.0」の用語は、同年のハノーファー・メッセで表舞台に取り上げられた。2012年10月、インダストリー4.0の作業部会はドイツ連邦政府にインダストリー4.0実現の勧告を提出した。この作業部会のメンバーは、インダストリー4.0の背景となる創始者および原動力として認識されている。
2013年4月8日のハノーファー・メッセで、インダストリー4.0作業部会の最終報告が発表された。この作業部会はシーグフリード・ダイス（ロバート・ボッシュ）とヘニング・カガーマン（ドイツ工学アカデミー）が部会長を務めた。
インダストリー4.0の原則は複数企業が取り組みを行っているため、たまに呼び名を変えられることがある。例えば、航空宇宙部品メーカーのメギット PLCは自社のインダストリー 4.0調査プロジェクトM4をブランド化している。

## 設計原則
インダストリー4.0には4つの設計原則がある。これらの原則は企業がインダストリー4.0を理解して実施する際のサポートとなる。
- 相互運用性 (Interoperability)  - モノのインターネット (IoT) またはヒトのインターネット (IoH) を介して、機械、デバイス、センサーおよび人間が相互に接続し通信を行う[16]。
- 情報透明性 (Information transparency)  - インダストリー4.0の技術によって与えられる透明性は、適切な決定を下すために必要とされる膨大な量の役立つ情報を運営者に提供する。相互運用性のおかげでオペレーターは製造工程のあらゆる段階から膨大な量のデータや情報を収集でき、したがって機能性を補助したり、革新や改善から恩恵を受けられる重要分野を認識することになる [17]。
- 技術的補助 (Technical assistance)  - 第一に、情報に基づいた意思決定を行って緊急の問題を急いで解決するため、情報を総合的に集約および視覚化することによって人間をサポートする補助システムの機能。第二に、人間にとって不快で、重労働で、安全でない一連の業務をサイバーフィジカルシステムが実施することによって、人間を物理的にサポートする機能のこと。
- 分散型決定 (Decentralized decisions)  - サイバーフィジカルシステムが自ら決定を下し、可能な限り自律的に業務を実行する機能。ただし例外事項や障害事案、相反する目標がある場合のみ、より高位レベルに業務権限を委譲する。

## 意義
ドイツ政府のインダストリー4.0戦略に与えられた特徴とは、非常に柔軟な（大量）生産の条件下における製品の強力なカスタマイズ化である。要求されるオートメーション技術は、自動最適化、自動設定、自己診断、認知機能そしてますます複雑化するその作業における作業者の知的支援方法の導入によって改善されている。2013年7月時点で、インダストリー4.0最大のプロジェクトは、ドイツ連邦教育研究省 (BMBF) の先端クラスター「Intelligent Technical Systems Ostwestfalen-Lippe (it's OWL) 」である。もう一つの主要なプロジェクトはBMBFプロジェクトのRES-COM と同じく優れたクラスター「高賃金国向けの統合的生産技術 (Integrative Production Technology for High-Wage Countries) 」である。2015年、欧州委員会はインダストリー4.0の主題を育成するための主要なイニシアチブとして、国際的なホライズン 2020研究プロジェクトのCREMA （XaaSとクラウドモデルに基づくクラウドベースの、迅速で融通の利く製造法の提供）を開始した。

## 成果
2013年6月、コンサルタント会社のマッキンゼー・アンド・カンパニーは、ロバート・ボッシュ幹部のシーグフリード・ダイス（ロバート・ボッシュ Industrietreuhand KGの共同経営者）とハインツ・デレンバッハ（ボッシュ・ソフトウェア・イノベーションズ GmbHのCEO）そしてマッキンゼーの専門家との間での専門的討論を特集したインタビューを発表した。このインタビューは製造業におけるモノのインターネットの普及と、その結果として生じる新しい産業革命の引き金を約束する技術主導の変化を取り上げた。ボッシュでは、そして一般的にドイツでは、この現象がインダストリー4.0と呼ばれている。インダストリー4.0の基本原則とは、機械と工作物とシステムを接続することによって、事業がお互いを自律的に制御できるバリューチェーン全体に沿った自動制御ネットワークを構築することである。
インダストリー4.0の一部の例には、故障を予測して自律的にメンテナンス工程を作動させる機械であったり、生産における予期せぬ変化に反応対処する自己組織化された物流がある。
ダイスによれば「あらゆるものが他の全てのものと相互に繋がるまで、製造の世界はますますネットワーク化される可能性が高い」。これは公平な仮定のようでありモノのインターネットの背後にある原動力にも聞こえるが、それはまた製造と供給者ネットワークの複雑さが飛躍的に増大することも意味する。ネットワークとプロセスはこれまで1つの工場に限られていた。しかしインダストリー4.0のシナリオでは、個々の工場のこれらの境界はもはや存在しなくなってしまう。代わりに、それら境界は複数の工場あるいは地理的な地域でさえも相互接続を行うために解放されることになる。
よくある伝統的工場とインダストリー4.0の工場の間には違いがある。現在の産業環境では、最低限のコストで最高品質のサービスまたは製品を提供することが成功への鍵であり、産業工場は自分達の評判と利益とを共に増大させるため可能な限り多くのパフォーマンスを達成しようとする。この方法で、工場のさまざまな局面に関する有意義な情報を提供するための多彩なデータ資料が使用可能となる。この段階では、現在の運用状態を理解して、欠点や障害を検出するためのデータ活用が研究の重要な課題になる。例えば製造業だと、システム内の問題および欠陥かもしれない根本的原因を明らかにするための、総合設備効率 (OEE) 情報を工場管理側に提供するのに活用できる様々な市販ツールがある。対照的にインダストリー4.0の工場では、状態監視と故障診断に加えて自己認識 (self-awareness) や自己予測性 (self-predictiveness) をコンポーネントおよびシステムが行うこともでき、それが工場の状態に関するより多くの見通しを管理側に提供している。さらに、P2Pの比較および様々なコンポーネントからのヘルス情報の融合はコンポーネントとシステムレベルでの正確なヘルス予測を提供し、ぎりぎりの（不具合が出る寸前の）時間でメンテナンスに入って動作不良時間をほぼゼロとするため、可能な限り最善の時期に必要なメンテナンスを工場管理側に開始させるものとなる。
2018年10月にポルトガルのリスボンで行われたEDP社の オープンイノベーション期間中に、インダストリー4.0の概念はM2Sという用語を導入したオランダの会社Sensfix B.Vによって拡張された。それは本質的に今後のサービス産業が、機械自身による管理がなされた何百万台もの機械に対応することになるのが特徴である。

## 課題
インダストリー4.0の導入実施における課題は次の通り。
- ITセキュリティの問題。これは以前閉鎖されていた製造工場を始動するには付きものとなる必要性から深刻な問題となっている。
- 非常に短く安定したレイテンシーを含む、重要なマシン同士の通信 (M2M) に必要な信頼性と安定性。
- 製造工程の完全性を維持する必要があること。
- 高額製品の供給停止を引き起こしかねないIT障害を回避する必要がある。
- 産業のノウハウ（産業用オートメーション機器の制御ファイルも含む）を保護する必要がある。
- 第四次産業革命への前進を加速させるための適切なスキル一式の欠如。
- 企業IT部門が冗長化する恐れ。
- ステークホルダーによる変化への一般的な消極姿勢。
- 自動化やIT管理された工程により、特にブルーカラー作業者向けの様々な仕事が喪失する。
- トップ経営者の責務が低下する。
- 不明確な法的問題およびデータセキュリティ。
- 不明確な経済的利益や過剰な投資。
- 規制や基準そして認定形態の欠如。
- 従業員の技能資格が不十分。

系統的レビューによると、インダストリー4.0時代に重要なスキルとして、以下のようなものが挙げられている：
- 自己管理能力
- コミュニケーション能力
- 発案力
- 創造性
- チームワーク
- リーダーシップ
- 適応性
- 柔軟性
- 問題解決
- 学際性
- 知的戦略
- 自己組織化
- 積極性
- フィードバックの受け入れ

## ビッグデータと分析の役割
サイバーフィジカルシステム、ビッグデータ分析、クラウドコンピューティングのような現代の情報通信技術は、欠陥および不良製品の早期発見を手助けし、従ってそれらの予防を可能にしたり、大きな競争上の価値を有する効率性、品質、敏捷性の利点を高めることができる。
ビッグデータ分析は、統合されたインダストリー4.0とサイバーフィジカルシステム環境における6つのCで構成されている。6Cシステムとは次の通り。
1. 接続 (Connection)  - センサーとネットワーク
2. クラウド (Cloud)  - コンピューティングとデータオンデマンド
3. サイバー (Cyber)  - モデル＆メモリー
4. 内容/文脈 (Content/context)  - 意味と相互関係
5. コミュニティ (Community)  - シェアリング＆コラボレーション
6. カスタマイズ化 (Customization)  - パーソナライゼーションと価値

このシナリオでは、工場管理に有用な見識を提供するために、データは有意義な情報を生成してくれる高度な（分析と演算の）ツールで処理される必要がある。産業工場における目に見える問題や見えない問題の存在を考慮すると、情報生成のアルゴリズムは、製造現場での機械の劣化や部品の摩耗といった目に見えない問題を検出して対処できるようでなければならない。

## インダストリー4.0の影響
インダストリー4.0の用語を提唱する人たちは多くの分野に影響を与えている。主に次のようなものである。
1. サービスおよびビジネスモデル
2. 信頼性および継続生産性
3. ITセキュリティ。シマンテック、シスコシステムズ、ペンタセキュリティシステムズといった企業は、既にIoTセキュリティの問題に取り組み始めている。
4. 機械の安全性
5. 製造販売
6. 製品のライフサイクル
7. 製造業界。モノのインターネット、3Dプリンティング、機械学習を使った大量生産の代わりとなるマスカスタマイゼーション。
8. 産業バリューチェーン
9. 労働者の教育およびスキル
10. 社会経済的要因
11. 産業のデモンストレーション。産業界がインダストリー4.0の影響を理解する手助けになるならと、シンシナティ市長のジョン・クランリーは「シンシナティはインダストリー4.0のデモ都市になるべきだ」との宣誓書に署名した[32]。
12. 2016年2月の公表記事は、インダストリー4.0がインドなどの新興経済国に有益な効果をもたらすかもしれないと示唆している[33]。

航空宇宙産業は「広範囲なオートメーションをするには規模が少さすぎる」特徴があるとされてきた。しかしインダストリー4.0の原則は幾つかの航空宇宙会社によって研究され、オートメーションの初期費用が正当化できない場合の生産性を改善するための技術が開発されている。その一例が、航空宇宙部品メーカーであるメギット PLC社のプロジェクトM4である。インダストリー4.0への移行、とりわけデジタル化が労働市場にどういった影響を与えるかに関する議論は、ドイツではワーク4.0の話題において討論されている。

## インダストリー4.0のテクノロジー・ロードマップ
「ロードマップ」は、産業内においてどんな行為を達成させる必要があるのか、誰がいつそれらを作る必要があるかを、誰もが個々の動きで直接実現させることを可能にするものである。このロードマップ方式は事業計画に落とし込まれて、付随する各形成段階における活動の特性を位置付ける。国際化した世界を考えると、組織の持続可能な競争力を確保できる開発戦略を実現するニーズが主要な課題となる。このテーマにおいてインダストリー4.0のロードマップは、組織の競争力を高めるべく視覚的に描かれた明確な道程としての役割を与えられている。

### テクノロジー・ロードマップ作成の主な利点
- 技術的かつ商業的なマスタープランの連携を築く
- チームや企業が交わるコミュニケーションを改善する
- 今後の競争戦略とそれら戦略の実行方法を精査する
- 適切な時間管理と綿密な計画が立つ
- 目標、活動、進捗を含むアウトプット[注釈 3]を概念化する[36]

## 日本版インダストリー4.0
ドイツのインダストリー4.0に続き世界各国で様々なコンセプトが打ち立てられているが、日本でも2017年3月にドイツのハノーバーで開催されたCeBIT2017で「コネクテッドインダストリーズ」という戦略を打ち出した。コネクテッドインダストリーズでは、自動化と人や機械の接続が進み、人手不足の解決策として期待されているが、大企業だけではなく中堅・中小企業が恩恵を受けると考えられている。さらにIoTやAIなどのデジタル革新によって社会のありようが変化し、諸問題の解決も目指していくキャッチフレーズとして、ソサエティー5.0 (Society 5.0) が提唱されている。

## インダストリー4.0のその先へ
インダストリー4.0の先にあるインダストリー5.0は、5Gの先にある6Gがすでに研究されているように、すでに検討されている。インダストリー4.0とその後継であるインダストリー5.0がともに重視するスキルは、情報通信技術、創造性、革新性、ビッグデータ、コミュニケーションであると、2023年の体系的な見方が示す論文が述べている。

## イーサネットにおけるインダストリー4.0
イーサネットは現代のネットワーキングの基盤として進化し続け、インダストリー4.0の変革期におけるますます複雑な要求に対応しています。高速データ伝送に加えて、ギガビットイーサネットの柔軟性と多用途性を高める機能も提供しています。ギガビットイーサネット接続はリアルタイムのデータ交換を可能にし、機械、センサー、人間の間でシームレスな相互作用を実現します。インダストリー4.0の時代において、この技術は人間と自動化システムの調整において重要な役割を果たし、製造業と産業オートメーションにおける生産性、革新性、そしてグローバル競争力を推進します。